# NGC 6457
NGC 6457 is een elliptisch sterrenstelsel in het sterrenbeeld Draak. Het hemelobject werd op 8 juni 1885 ontdekt door de Amerikaanse astronoom Edward D. Swift.

## Synoniemen
- UGC 10964
- MCG 11-21-21
- ZWG 321.35
- ZWG 322.5
- PGC 60738